# ابدنگسر
ابدنگسر، روستایی است از توابع بخش دابودشت شهرستان آمل در استان مازندران ایران.

## جمعیت
این روستا در دهستان دابوی جنوبی قرار دارد و بر اساس سرشماری مرکز آمار ایران در سال ۱۳۸۵، جمعیت آن ۳۰۴ نفر (۷۷خانوار) بوده‌است. مردم ابدنگسر از قومیت طبری هستند که ریشه آن به قوم آمارد و قوم تپوری می‌رسد. مردم ابدنگسر به زبان طبری (مازندرانی) و گویش آملی سخن میگویند.